# Armée du Boug (Empire allemand)

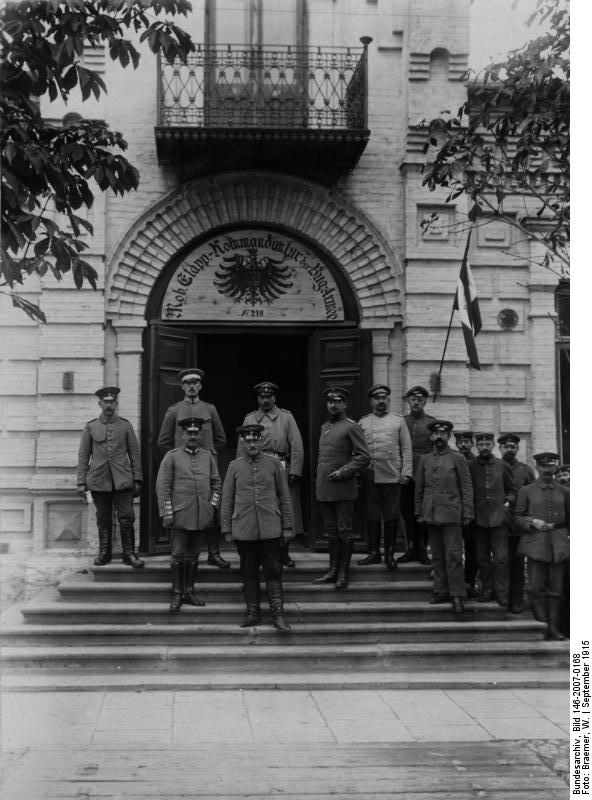
Le quartier général de l'armée du Boug à Brest-Litovsk en septembre 1915.

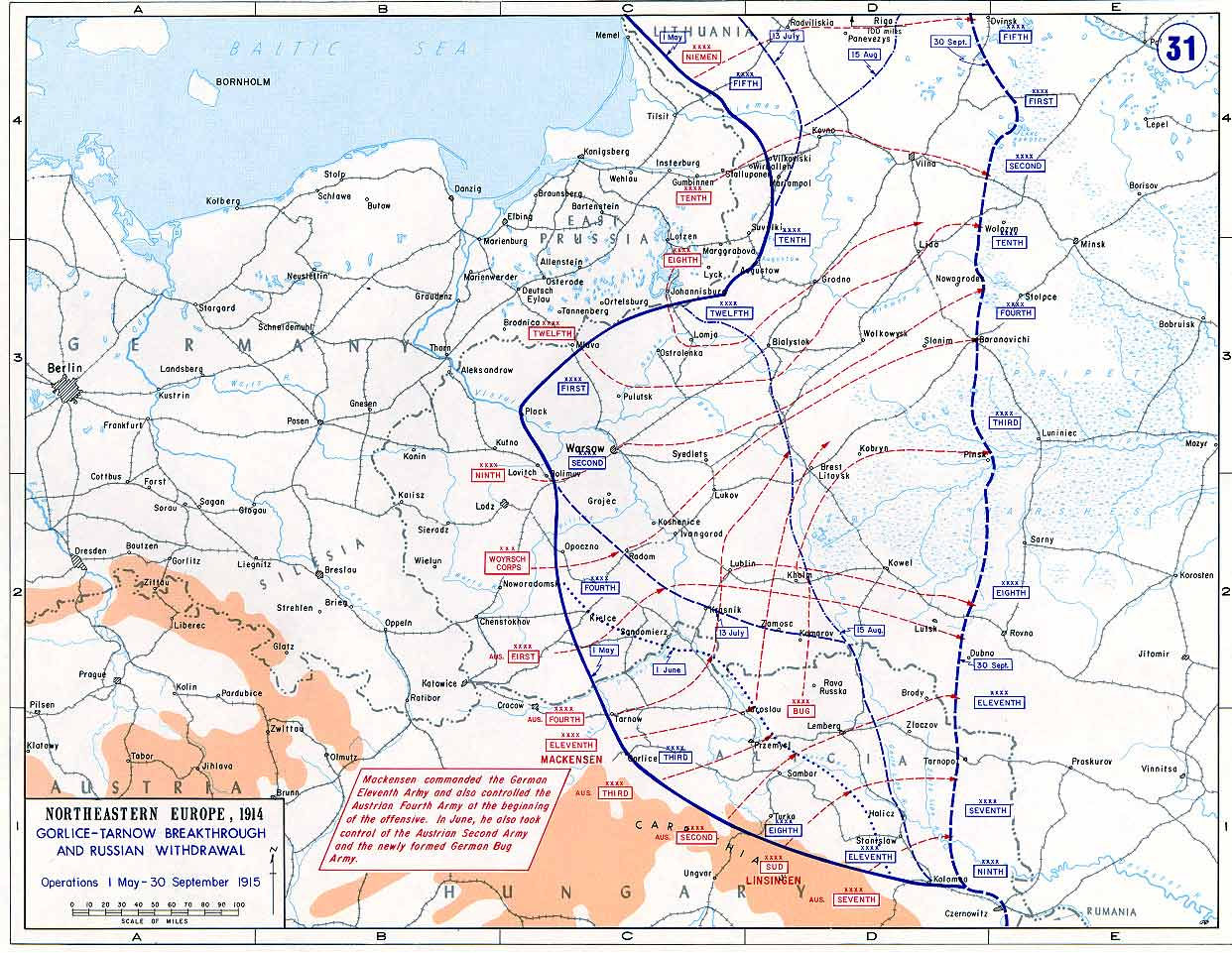
Le front de l'Est entre mai et septembre 1915 avec la formation de l'armée du Boug dans le nord de la Galicie.

Offensive Kerenski, juillet 1917 : l'armée du Boug (Linsingen) est entre lArmeeabteilung Woyrsch et la 2e armée austro-hongroise (Druga).

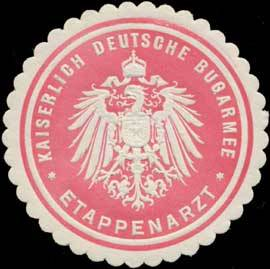
Sceau du service médical de l'armée du Boug.

L'armée du Boug est une grande unité (armée) de l'armée impériale allemande créée en juillet 1915 pendant la Première Guerre mondiale, sous le commandement du général Alexander von Linsingen. Elle combat sur le front de l'Est. Elle est dissoute le 23 janvier 1918.

## Historique
Pendant l'été 1915, la Grande Retraite de l'armée impériale russe vers l'est de la Pologne russe entraîne une réorganisation des forces des Empires centraux. En juin 1915, l'offensive du Boug amène la 11e armée allemande à étendre son front le long du Boug, affluent oriental de la Vistule. Au début de juillet, les services allemands découvrent que la 13e armée russe reçoit des renforts considérables et se prépare à une contre-offensive. Le haut-commandement allemand décide alors de renforcer le groupe d'armées von Mackensen par la création d'une nouvelle grande unité, l'armée du Boug, destinée à couvrir le flanc droit de la 11e armée. Elle est placée sous le commandement d'Alexander von Linsingen qui jusque-là commandait de l'armée du Sud germano-austro-hongroise dans le secteur de Lemberg.
Elle comprend les unités suivantes :
- Corps des Beskides (général Georg von der Marwitz jusqu'au 20 juillet 1915 puis Max Hofmann)
  - 25e division de réserve
  - 35e division de réserve
  - 4e division d'infanterie
  - 24e corps de réserve allemand (général Friedrich von Gerok)
  - 11e division d'infanterie bavaroise
  - 107e division d'infanterie allemande
- XLIe corps de réserve (général Arnold von Winckler jusqu'au 11 septembre 1915 puis Hans von Gronau)
  - 81e division de réserve
  - 82e division de réserve

Le 11 juillet, von Linsingen reçoit l'ordre d'attaquer vers le nord pour s'emparer de Volodymyr-Volynsky, important nœud ferroviaire, ce qui aurait privé les Russes d'une base de ravitaillement. L'armée du Boug doit agir en coordination avec la 1re armée austro-hongroise (général Paul Puhallo von Brlog (de)) et un corps de cavalerie conjoint, commandé par le général allemand Ernst von Heydebreck (de), comprenant la 5e division de cavalerie allemande et les 4e et 11e divisions de cavalerie austro-hongroises. Cependant, l'offensive dans un pays coupé de rivières et de marais s'avère difficile. Le 15 juillet, l'armée du Boug et la 1re armée austro-hongroise entreprennent de traverser le Boug, rivière aux rives escarpées ; l'artillerie russe, renseignée par son aviation, déclenche un tir de contre-batterie sur l'artillerie du XLIe corps de réserve. Von Linsingen, s'apercevant qu'il a en face de lui des forces russes supérieures en nombre, demande des renforts en hommes et en artillerie lourde, ce que von Mackensen refuse car il accorde la priorité à l'offensive de la 11e armée. En effet, au bout de plusieurs jours de durs combats, l'avance de la 11e armée oblige les Russes à retirer leurs réserves, ce qui permet à la 1re armée austro-hongroise et à l'armée du Boug de franchir le Boug. L'armée du Boug s'empare de Brest-Litovsk le 25 août 1915.
Le 18 septembre 1915, le groupe d'armées von Mackensen est dissous et son chef transféré sur le front des Balkans. Le 20 septembre, von Linsingen reçoit le commandement d'une nouvelle grande unité, le groupe d'armées von Linsingen, comprenant l'armée du Boug (dont il reste le chef direct) et la 4e armée austro-hongroise commandée par l'archiduc autrichien Joseph-Ferdinand de Habsbourg-Toscane. Le corps von Gerok est détaché pour secourir les Austro-Hongrois en difficulté dans la bataille de Rivne.
Par la suite, les différents corps de l'armée du Boug sont souvent amenés à opérer séparément, le XLIe corps de réserve occupant le secteur des marais du Pripiat tandis que les deux autres corps sont déplacés à plusieurs reprises pour renforcer le secteur de front austro-hongrois jusqu'à l'armistice du 15 décembre 1917 avec le gouvernement bolchevik.
L'armée du Boug est dissoute le 23 janvier 1918.

## Sources et bibliographie
- (de) Cet article est partiellement ou en totalité issu de l’article de Wikipédia en allemand intitulé « Bugarmee (Deutsches Kaiserreich) » (voir la liste des auteurs) dans sa version du 24 juin 2019.
- Hermann Cron, Geschichte des Deutschen Heeres im Weltkriege 1914–1918, Militärverlag Karl Siegismund, Berlin 1937 (Geschichte der Königlich Preußischen Armee und des Deutschen Reichsheeres 5).
- (en) Richard L. DiNardo, Breakthrough : The Gorlice-Tarnow Campaign, 1915, ABC-CLIO, 20 mai 2010, 215 p. (ISBN 978-0-313-08183-5, présentation en ligne)